# Discesa di Sant'Andrea
La Discesa di Sant'Andrea (in ucraino Андріївський узвіз?, Andriïvs'kyj uzviz) è una via che si trova nel distretto di Podil a Kiev. Inizia con la cattedrale di Sant'Andrea e termina a Podilje, importante centro storico commerciale e turistico cittadino. È una delle vie più antiche della capitale ucraina.

## Storia

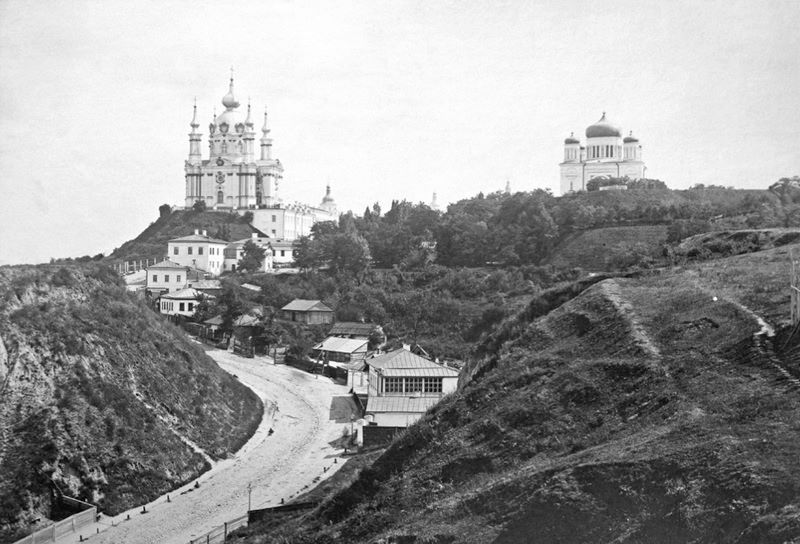
Immagine della via verso la fine del XIX secolo.

Per molti secoli questo percorso rimase ripido e scomodo e i primi primi edifici ai suoi lati furono costruiti solo nel XVII secolo. Fu nel 1711 che la strada venne resa adatta anche ai carri e alle carrozze trainati da cavalli e carri. Per molto tempo le sue condizioni vennero ignorate e solo a partire dagli anni ottanta è stata oggetto di interventi di riqualificazione urbana. A partire dal secondo decennio del XXI secolo molti edifici di importanza anche storica sono stati demoliti per dare alla via un aspetto più moderno suscitando proteste e successivi parziali ripensamenti da parte dell'amministrazione.

## Monumenti e luoghi d'interesse
Lungo la via sono presenti vari edifici e luoghi di interesse:
- Chiesa di Sant'Andrea, edifica attorno alla metà del XVIII secolo su progetto di Bartolomeo Rastrelli.[3]
- Castello di Riccardo Cuor di Leone, casa edificata all'inizio del XX secolo. Il suo nome avrebbe dovuto essere Casa Orlov e avrebbe dovuto diventare una pensione. Per attirare futuri clienti imitò le forme di un castello medievale. Accaddero tuttavia episodi strani durante la costruzione e si iniziò a pensare alla presenza di spiriti maligni. La cattiva fama anche dopo la morte di Orlov portò a numerosi cambi di proprietà del Castello. Nel frattempo i proprietari gli attribuirono il nome che è rimasto.[4]
- Museo dedicato allo scrittore Mikhail Bulgakov.
- Il museo dedicato propriamente al viale di Sant'Andrea.

## Galleria d'immagini

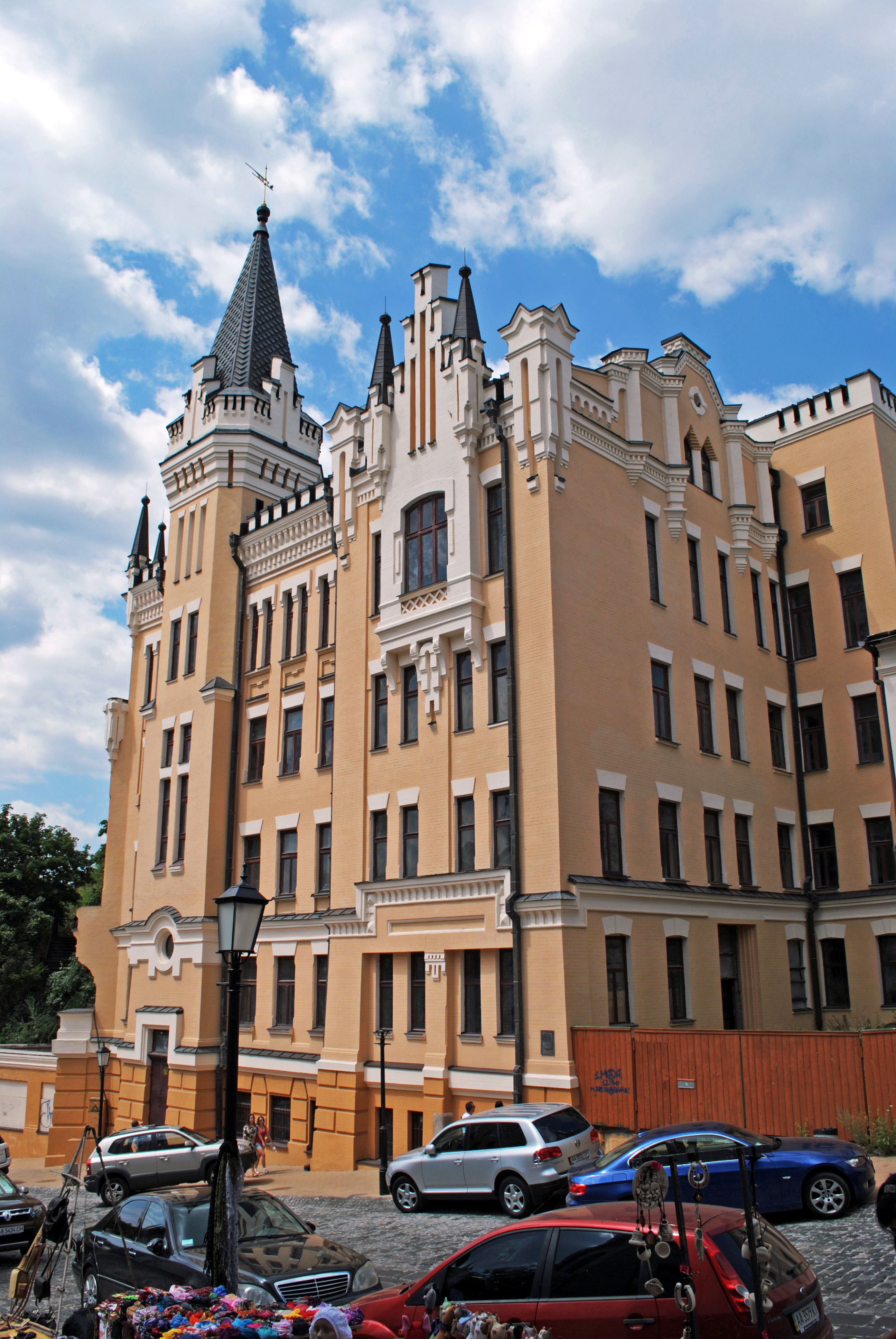
Castello di Riccardo Cuor di Leone.
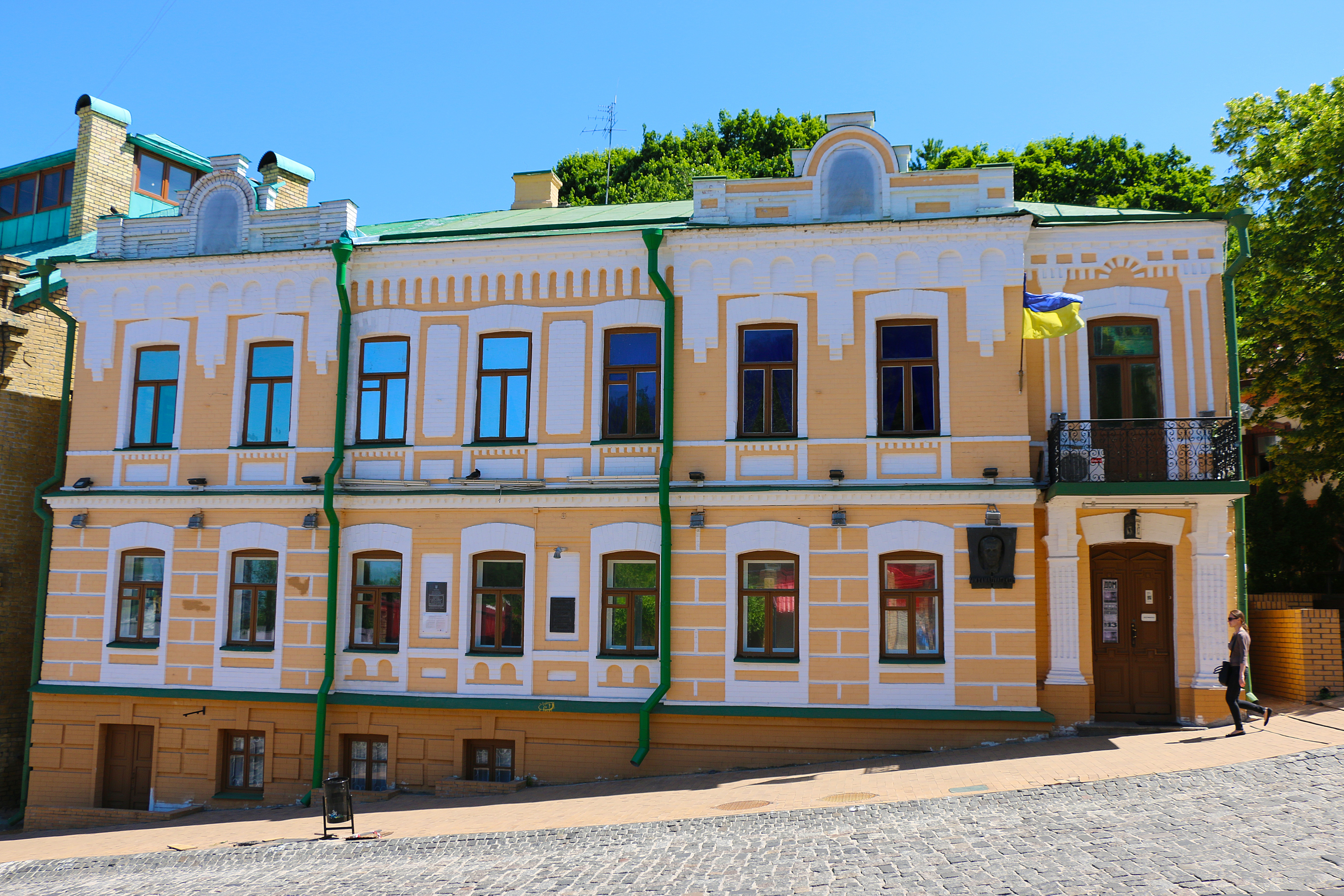
Casa-museo dello scrittore Mikhail Bulgakov.
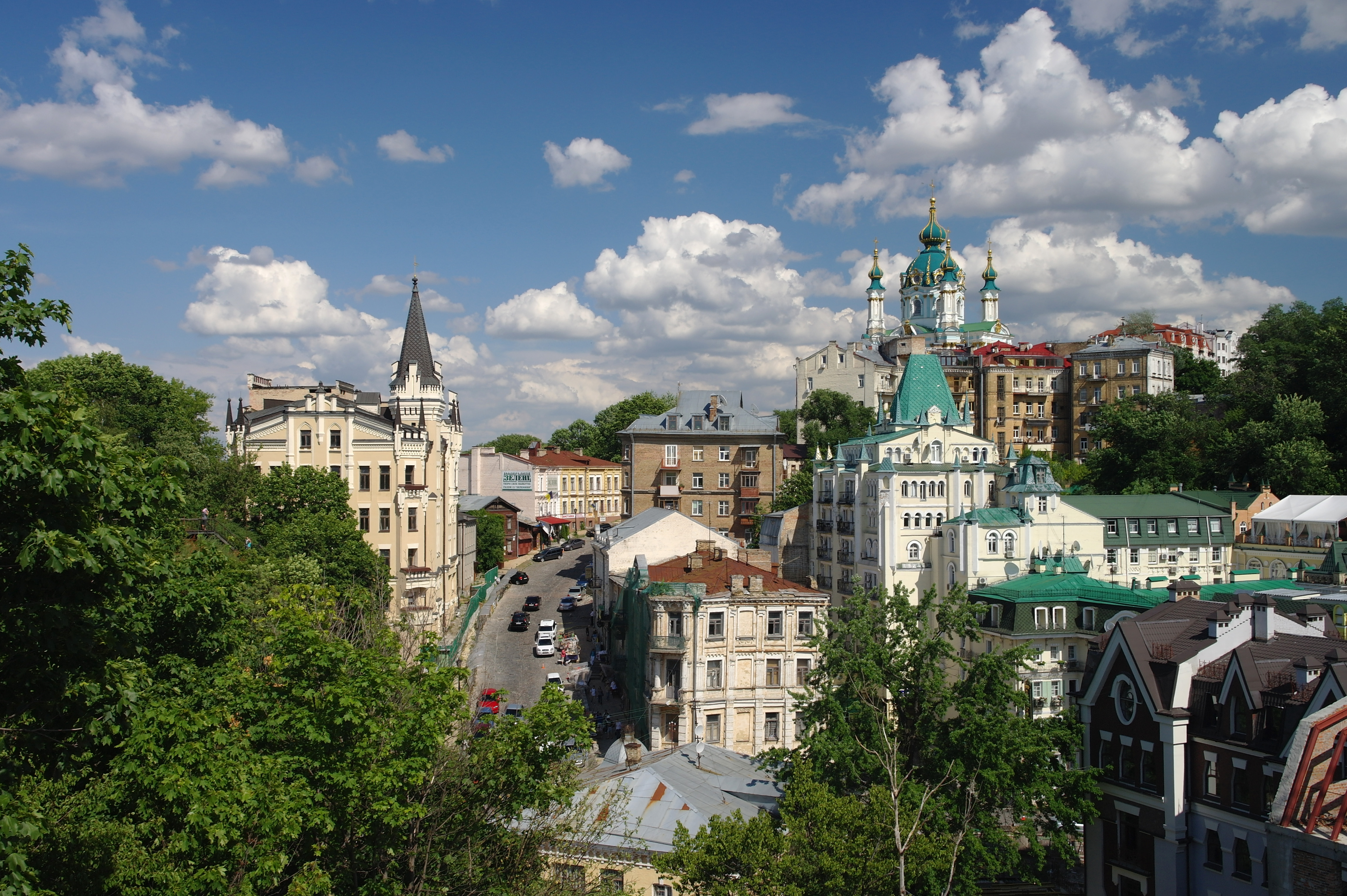
Immagine d'insieme della salita per la cattedrale di Sant'Andrea.